# ان‌جی‌سی ۶۵۹۰
ان‌جی‌سی ۶۵۹۰ (انگلیسی: NGC 6590) یک سحابی بازتابی در صورت فلکی کمان است. این سحابی در نزدیکی سحابی بازتابی مشابه ان‌جی‌سی ۶۵۸۹ قرار دارد.